# William Moulton Marston
William Moulton Marston (9 de mayo de 1893-2 de mayo de 1947), conocido también bajo el seudónimo de Charles Moulton fue un psicólogo, teórico, inventor del primer detector de mentiras e historietista que creó al personaje de la Mujer Maravilla. Vivió en una relación amorosa simultánea con  Elizabeth Holloway Marston y Olive Byrne, y entre los tres tuvieron cuatro hijos. Ambas mujeres fueron una influencia para la creación del personaje.

## Datos biográficos

### Relación Marston-Holloway-Byrne

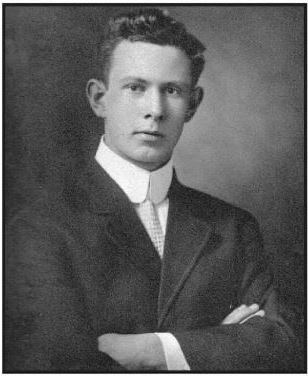
W. M. Marston, en 1916.

William Moulton Marston nació el 9 de mayo de 1893 en Saugus, Massachusetts, hijo de Annie Dalton (registrada al nacer como Annie Moulton) y de Frederick William Marston.
En 1915, Marston contrajo matrimonio con su colega Elizabeth "Sadie" Holloway, y en 1925 inició una relación con Olive "Dotsie" Byrne, una estudiante de psicología a quien conoció cuando era su profesor. La relación tenía la aprobación de su esposa, y de hecho la joven fue a vivir con el matrimonio. Entre 1928 y 1933 Marston tuvo dos hijos con su esposa: Pete y Olive Ann, llamada así en honor a su amante, y tres hijos con esta: Byrne, Donn y Fredericka. Para guardar la apariencias, el matrimonio Marston adoptó legalmente a los hijos de Byrne. De cara al exterior se presentaban como una familia convencional con una niñera, Byrne. Los hijos no supieron la verdad hasta 1963, cuando Holloway les reveló que su padre adoptivo era su padre biológico.
William Moulton Marston murió de cáncer el 2 de mayo de 1947 en Rye, Nueva York. Tras su muerte, las dos mujeres continuaron viviendo juntas: Olive se quedaba en la casa cuidando los niños mientras Elizabeth trabajaba como profesora universitaria, y la convivencia duró hasta la muerte por causas naturales de Olive Byrne en 1985.

## Educación y carrera
W. M. Marston estudió en la Universidad de Harvard, donde recibió su licenciatura en 1915, y una maestría en leyes en 1918. En 1921, completó sus estudios doctorales en el naciente campo de la psicología. Después de enseñar en la Universidad Americana en Washington D. C. y en la Universidad de Tufts en Medford (Massachusetts), Marston viajó a los Estudios Universal en California en 1929, donde trabajó por un año como director de servicios públicos.[cita requerida]
Al terminar sus estudios, Marston investigó los conceptos de voluntad y poder, y su efecto sobre la personalidad y la conducta humana. Estudió también la conciencia, los colores, las emociones primarias y los síntomas corporales. Sus descubrimientos contribuyeron de forma valiosa al campo de la psicología.[cita requerida]

### Detector de mentiras

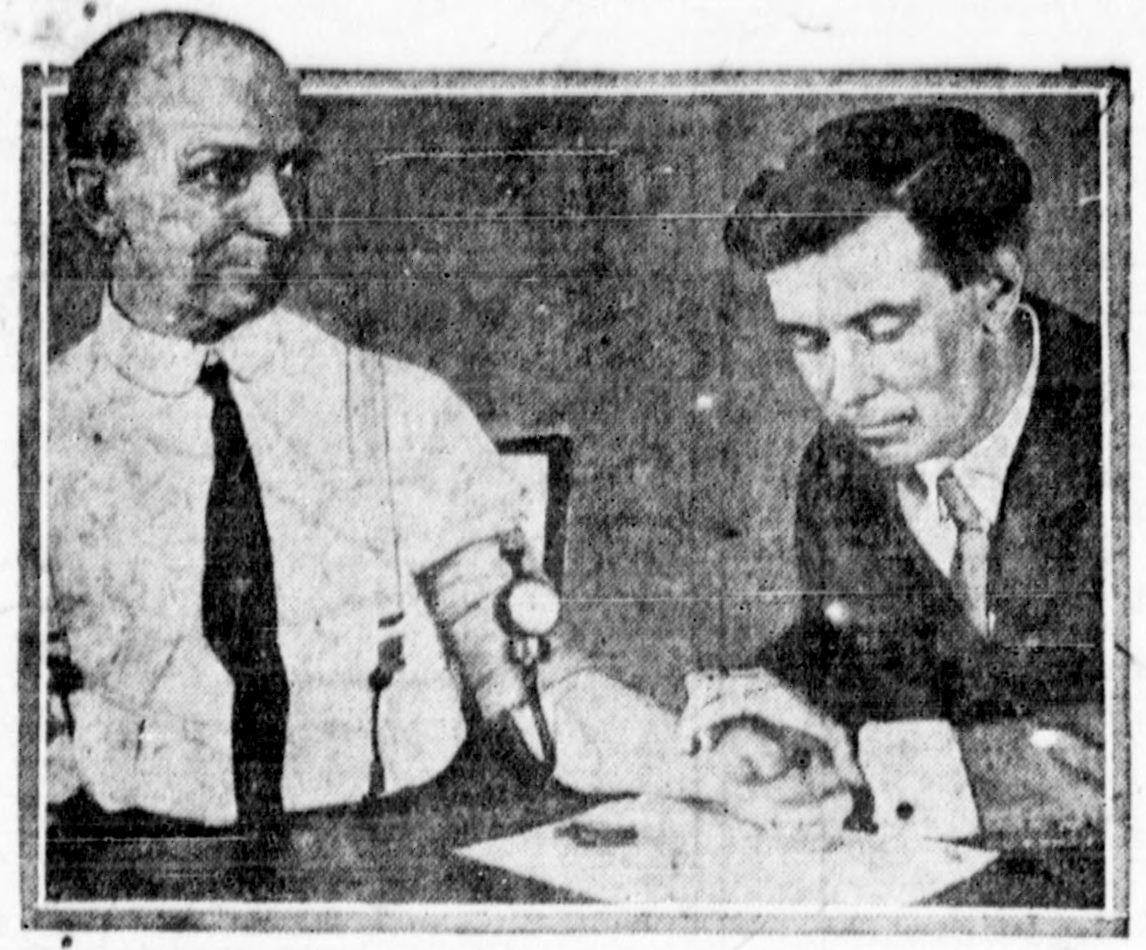
Marston (derecha) probando un modelo rudimentario de su polígrafo.

Marston es acreditado como el creador del primer aparato funcional para detectar mentiras, gracias a su adaptación de instrumentos para medir la presión sanguínea en el cuerpo y otros cambios corporales. Su invención es la base del polígrafo desarrollado por John Augustus Larson.[cita requerida]

### El modelo teórico DISC
William Moulton Marston fijó su interés psicológico en las personas “normales” o típicas. Estaba interesado en los retos diarios de las personas comunes u ordinarias. No le interesaba la conducta psicótica o la enfermedad mental en general.[cita requerida]
Marston quería desarrollar una unidad de medida de la "energía mental", es decir «entender y describir el comportamiento humano normal» en función de cómo cada persona distribuye, direcciona y exterioriza esta 'energía mental' en cuatro "direcciones":[cita requerida]
- (D)Dominio
- (I)Influencia
- (S)Sumisión
- (C)Conformidad a Normas

Marston no fue el primero en tratar de entender, describir o predecir el comportamiento humano. Desde la Antigüedad, el ser humano ha elaborado teorías y estudios en relación con este aspecto; de hecho, los cuatro "ejes" propuestos por Marston están bien relacionados con antiguos modelos que intentan entender y explicar el comportamiento humano, asociándolos a los elementos de la naturaleza:
- Dominio (Riesgo, Confrontación)................FUEGO
- Influencia (Extroversión, Sociabilidad)........AIRE
- Sumisión (Calma, Paciencia)....................AGUA
- Conformidad a Normas (Normas, Reglas)..........TIERRA

Marston suma más adelante un quinto eje, el "Autocontrol Emocional", relacionado con el "Equilibrio entre Emocionalidad y Racionalidad, muy asociado a lo que hoy se conoce como la inteligencia emocional y mide la capacidad de un individuo para controlar sus emociones y de evitar (o permitir) que éstas incidan y afecten sus decisiones y sus acciones. Este quinto eje es clave, ya que refiere al "equilibrio" con el cual una persona manifiesta sus conductas.[cita requerida]
El DISC fue en parte el resultado de su investigación acerca de la medición de la energía del comportamiento y la conciencia, aunque su intención al desarrollar la teoría DISC era demostrar sus puntos de vista acerca de la motivación humana.[cita requerida]
En 1928 Marston publicó Emotions of Normal People (Emociones de las personas normales), y aunque había escrito acerca de DISC cuatro años antes, fue en éste libro donde presentó formalmente la teoría DISC. En 1931 publicó un segundo libro acerca de la teoría, Integrative Psychology (Psicología integrativa). La teoría DISC fue uno de los primeros intentos de aplicar psicología a personas ordinarias, fuera de un ámbito puramente clínico.[cita requerida]

### Las “herramientas de evaluación” y el modelo teórico DISC
A partir de las teorías de Emotions of Normal People (1929) e Integrative Psychology (1931), Marston y Walter V. Clarke desarrollaron las bases de una muy completa herramienta de evaluación que tenía como objetivo principal describir y predecir el comportamiento de las personas. Clarke fue quien continuó con el desarrollo de esta primera herramienta conocida hoy como AVA (Activity Vector Analysis), ya con el foco claramente puesto en las ventajas y beneficios que esta metodología aportaba tanto en el área militar como en el área laboral.[cita requerida]
Desde sus primeras pruebas y aplicaciones, la herramienta de Clarke demostró su enorme aporte por su cantidad y calidad de información, pero el proceso operativo / matemático que llevaba a cabo el administrador desde que el evaluado terminaba de completar el formulario hasta que se obtenían los resultados que permitían una interpretación las hacía sumamente lentas y complejas: el trabajo era “a mano” y tomaba al evaluador casi dos horas desde el momento en que el evaluado terminaba de completar el formulario hasta que se obtenían los resultados.[cita requerida]
A fines de los años 1960, el doctor John Greier, de la Universidad de Minnesota, realizó estudios y modificaciones sobre el modelo de Marston/Clarke, siempre con el propósito de simplificar el proceso matemático que llevaba desde el formulario hasta el resultado. Sus estudios se centraron en simplificar ese proceso matemático para hacer la herramienta más simple y aplicable. Es así como nace el modelo que hoy se conoce en el mercado como DiSC, que es una simplificación o síntesis del modelo original de Marston y Clarke, que es el “completo” ya que rige a las herramientas "puras".[cita requerida]
El cambio que aportó Greier fue la modificación del formulario. A partir de este cambio, si bien el tiempo entre el formulario completado por el evaluado y los resultados a interpretar se acortó sensiblemente y el proceso se simplificó, la realidad es que se perdió mucha información de enorme valor para la interpretación. Se describen a continuación algunos de los indicadores que se perdieron en esta simplificación:
1) Intensidad de los ejes: El formulario original propuesto por Marston y Clarke permitía no solo medir las cuatro tendencias sino también sus correspondientes intensidades. En este sentido, las herramientas que cuentan con este formulario permiten no solo medir la tendencia de la conducta sino también las intensidades de estas. Por ejemplo, no es lo mismo ser "directo y competitivo" que ser tan directo y tan competitivo y pasar a ser "autoritario y arrogante".[cita requerida]
2) Vector del Autodominio (o Autocontrol): Es el eje relacionado con la inteligencia emocional y permite medir si el individuo logra o no controlar sus sentimientos y emociones. La versión simplificada del DiSC solo mide las cuatro tendencias, mientras que las herramientas puras incluyen este quinto vector.[cita requerida]
3) Nivel de Energía & Actividad: Mide el "quantum de energía disponible" con la que cuenta un individuo. Es un indicador en sí mismo, si bien su principal aporte esta en medir la energía que el individuo "tiene" y compararla con la que "está aplicando o utilizando", lo que convierte este indicador en una herramienta muy valiosa para medir la eventual "satisfacción del individuo en su empleo actual" o si este le genera "desmotivación o estrés".[cita requerida]
Hay por tanto dos tipos de pruebas fundamentadas en los estudios de Marston/Clarke:[cita requerida]
1) Las herramientas "completas" o "puras" como el AVA (Activity Vector Analysis) de Bizet Group, el PI (Predictive Index) y el PDA (Personal Development Analysis) de PDA International.
2) Las herramientas DISC fundadas en los estudios de Greier, como el Cleaver Assessment, DISC Index, AEC DISC  THT - El Método de los Colores Thomas International, Human Side, Success Insights, Carlson Learning y el Test de Tendencias Conductuales DISC (TTCD), Personal Competences Analysis (www.timsinternational.net), D-global, the talent system y el Kudert Kudert, herramienta recientemente desarrollada a partir de otros DiSC, hoy conocidas como DISC.
Hoy, todas estas son herramientas modernas, sistematizadas, sumamente efectivas y probadas, desarrolladas por empresas e investigadores que toman los estudios de Marston (o de %John Greier) y desarrollan las propias metodologías de evaluación para comercializar en el mercado de Recursos Humanos, no obstante sin una base científica externa, ya que los estudios son propios de las mismas empresas que venden el producto, no existe evidencia científica que un test pueda definir el comportamiento de una persona o la asignación de un cargo por medio de un color, por lo tanto se concluye el test DISC como una pseudociencia[cita requerida]

### Historietista deWonder Woman
En 1941, Marston, con el seudónimo de Charles Moulton fue el creador e historietista de la Mujer Maravilla (Wonder Woman) para DC Comics, una princesa amazona que era la protagonista de su propio cómic y no la pareja del héroe. Las historias fueron ilustradas por Harry Peter.[cita requerida]
Marston estaba convencido de que las mujeres eran más honestas y más confiables que los hombres, y podían trabajar más rápido y con mayor precisión. Durante su vida, Marston abogó por las causas de las mujeres de la época. Marston postuló que hay una noción masculina de libertad que es inherentemente anárquica y violenta, y una noción femenina opuesta basada en el “encantamiento amoroso” que lleva a un estado ideal de sumisión en que se ama a la autoridad.[cita requerida]
Su visión crítica de ciertos estereotipos de género en la cultura popular se expresa en un artículo de 1944 publicado en “American Scholar":

«Ni siquiera las mujeres quieren ser mujeres mientras nuestro arquetipo de femineidad carezca de fuerza, fortaleza y poder… El remedio obvio es crear un personaje femenino con toda la fuerza de Superman más todo el encanto de una mujer bella y buena.» (Marston, 1944).

Si bien la Mujer Maravilla era solo un cómic para niños, también estaba estrechamente relacionado con las teorías psicológicas de Marston. La mayoría de los primeros superhéroes tenían sus raíces en algún tipo de evento trágico que motivó su carrera en la lucha contra el crimen. "La historia de origen de Wonder Woman estaba basada en una visión utópica feminista. Su misión no era resolver traumas personales, era facilitar el establecimiento del matriarcado".

### En el cine
En el 2017, la etapa de su vida en la que creó Wonder Woman fue llevada al cine en la película Professor Marston and the Wonder Women, y su papel fue interpretado por Luke Evans.[cita requerida]